# Lichtenhorst
Lichtenhorst è una frazione (Ortsteil) del comune di Steimbke, nel land della Bassa Sassonia, in Germania.

## Storia
Già comune autonomo nel circondario di Neustadt am Rübenberge, fu soppresso e incorporato a Steimbke il 1º marzo 1974.